# إلبوت
سمك الإِلبُوت أو الفصيلة الإلبوتية (الاسم العلمي: Zoarcidae)، فصيلة أسماك بحرية من الفرخيات. وهي تشبه إلى حدٍ ما سمك الأنقليس في المظهر، مع جسد ممدود والزعانف الظهرية والشرجية متصلة مع الزعنفة الذيلية. تضم حوالي 300 نوع معظمها يقطن القاع، وبعضها في أعماق سحيقة.